# Acuamanala de Miguel Hidalgo
Acuamanala de Miguel Hidalgo è un comune del Messico, situato nello stato di Tlaxcala.